# Зелено-червоний папуга
Зелено-червоний папуга (Eclectus) — рід папугоподібних птахів родини Psittaculidae. Представники цього роду мешкають в Океанії.

## Класифікація
До 2023 року всі існуючі форми були класифіковані як єдиний вид E. roratus. У 2023 році МОК розділив папугу еклектус на чотири види; раніше це робили МСОП та BirdLife International. Вважається, що океанічний вид походить від епохи пізнього плейстоцену до епохи голоцену та був знайдений у Вануату, Фіджі та на архіпелазі Тонга. Птах вимер близько 3000 років тому в результаті поселення людей у цих районах.

## Види
Виділяють п'ять видів:
- Папуга зелено-червоний (Eclectus roratus)
- Eclectus cornelia
- Eclectus riedeli
- Eclectus polychloros
- †Eclectus infectus